# الهدة
الهدة وادي يمر شمال مكة المكرمة، على يمين الطريق إلى عسفان، ويدفع سيله في البحر الأحمر في ذهبان.